# Xylocopa parviceps
Xylocopa parviceps là một loài Hymenoptera trong họ Apidae. Loài này được Morawitz mô tả khoa học năm 1895.